# Olympische Winterspiele 2010/Teilnehmer (Aserbaidschan)
| Gelbes Symbol für Goldmedaillen mit stilisierten Olympischen Ringen | Graues Symbol für Silbermedaillen mit stilisierten Olympischen Ringen | Braundes Symbol für Bronzemedaillen mit stilisierten Olympischen Ringen |
| ------------------------------------------------------------------- | --------------------------------------------------------------------- | ----------------------------------------------------------------------- |
| —                                                                   | —                                                                     | —                                                                       |

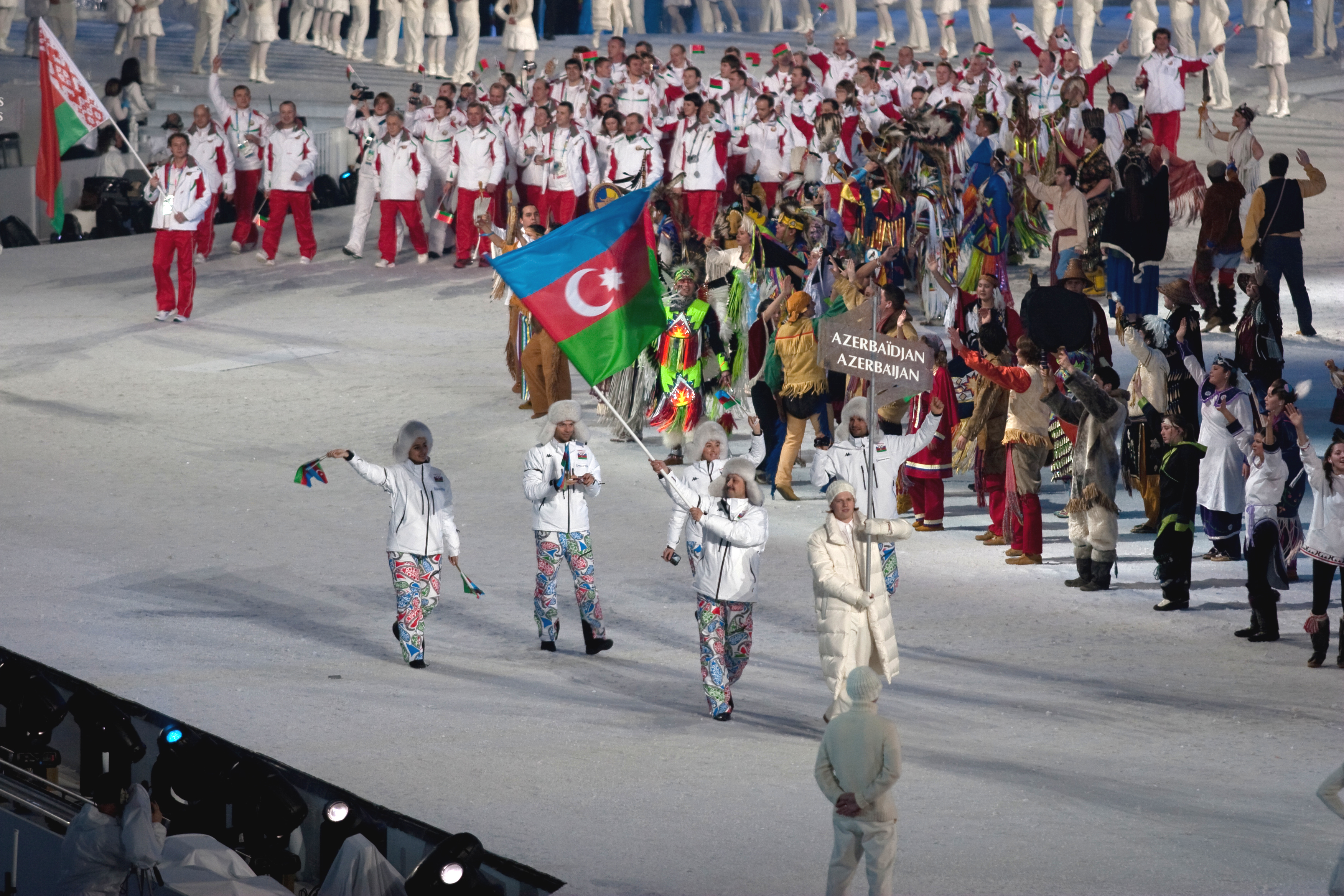
Einmarsch der aserbaidschanischen Mannschaft

Aserbaidschan nahm an den Olympischen Winterspielen 2010 im kanadischen Vancouver mit zwei Sportlern im Ski Alpin teil.

## Flaggenträger
Flaggenträger bei der Eröffnungsfeier war Ex-Ministerpräsident von Aserbaidschan, Fuad Gulijew.

## Teilnehmer nach Sportarten

### Ski Alpin
Männer
- Cedric Notz (aserbaidschanisch Sedrik Nots)
Riesenslalom: 72. Platz
Slalom: ausgeschieden

Frauen
- Gaia Bassani Antivari (aserbaidschanisch Qaya Bassani Antivari)
Riesenslalom: 57. Platz
Slalom: ausgeschieden